# Drumont (Vogesen)
Der Drumont (deutsch: Trumenkopf) ist ein Berg in den Vogesen. Seine beiden Gipfel sind der Grand Drumont mit einer Höhe von 1223 Metern und der Petit Drumont mit einer Höhe von 1200 Metern. Der Berg liegt unweit der Quelle der Mosel auf der Grenze der Départements Haut-Rhin (Oberelsass) und Vosges nordöstlich von Bussang und westlich von Fellering und Oderen im elsässischen Thurtal (Vallée de la Thur) im Regionalen Naturpark Ballons des Vosges.

## Lage
Der Drumont liegt wie der weiter nördlich gelegene Grand Ventron auf dem Kamm, der die Grenze zwischen dem Elsass und Lothringen bildet und der nördlich vom Col d’Oderen und südlich vom Col de Bussang, über den die Route nationale 66 führt, überschritten wird. Nach Süden setzt sich der Kamm zum Elsässer Belchen (französisch: Ballon d’Alsace) fort.

## Tourismus

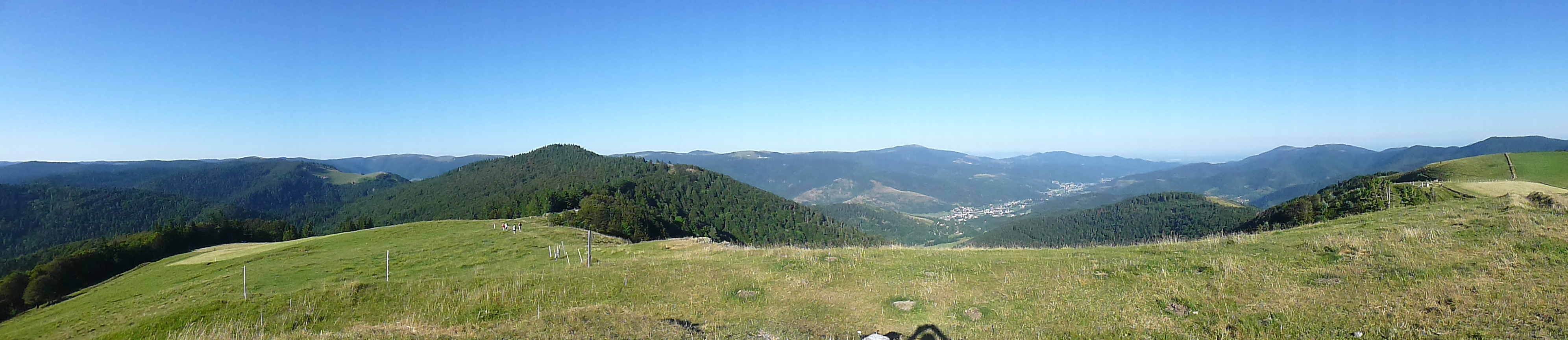
Panorama vom Drumont

Vom Col de Bussang ist der Petit Drumont über eine befestigte kleine Forststraße (Steigung 13 %) zu erreichen, die gute Möglichkeiten zum Radsport bietet. Auch bei Gleitschirmfliegern ist der Berg beliebt. Der Petit Drumont bietet eine lohnende Aussicht mit einer Orientierungstafel.